# Занзибар (град)
Вижте пояснителната страница за други значения на Занзибар.
Занзибар (на английски: Zanzibar) е главният град на остров Занзибар в Танзания.
В миналото е голямо арабско пристанище, средище на търговията с роби на Черния континент. Населението му е 501 459 души (2012 г.).
Старата част на града е известна като Каменен град и е голяма туристическа атракция.
В Занзибар е роден британският музикант Фреди Меркюри (1946 – 1991).